# Moritz von Baerenfels
Moritz Carl Adolph von Baerenfels-Warnow (* 4. Dezember 1804 in Rustow; † 21. Januar 1859 in Meran) war preußischer Landrat des Kreises Grimmen, Mitglied des Preußischen Abgeordnetenhauses und Besitzer des Rittergutes Rustow.

## Leben und Wirken
Er stammte aus dem Adelsgeschlecht Baerenfels-Warnow und trat in den Verwaltungsdienst der Justiz. Als bisheriger Justizkommissarius wurde er im August 1845 vom König von Preußen zum Landrat des Landkreises Grimmen im Regierungsbezirk Stralsund berufen. Er blieb bis 1852 im Amt. Im Familienbesitz befand sich u. a. das Herrenhaus Rustow
Zu seinen Kindern gehörten:
- Adolf von Baerenfels (1840–1920), Reichsgerichtsrat
- Paul von Baerenfels-Warnow (auch von Bärenfels-Warnow) (* 1848 auf Rustow; † 1910 in Neustrelitz), Theaterintendant, Kammerherr, Hauptmann a. D. und Mitglied des Vereins für mecklenburgische Geschichte und Altertumskunde.[3]